# Nomotehnika
Nomotéhnika je veda o pravnih tehnikah priprave predpisov. Upoštevanje pravil nomotehnike v vsakdanji praksi je izjemnega pomena, saj zagotavlja visoko raven kakovosti in jasnosti predpisov. Spoštovanje omenjenih pravil je za zakonodajalce zavezujoče (Resolucija o normativni dejavnosti - ReNDej).
Odstopanje od teh pravil, se kaže v slabi zakonodaji in predstavlja kršenje vrste temeljnih pravil pravne države.